# Myrtis (Lyrikerin)
Myrtis (altgriechisch Μυρτίς) war eine griechische Lyrikerin des 5. Jahrhunderts v. Chr.
Nach Plutarch stammte Myrtis aus dem boiotischen Ort Anthedon. In der Suda wird berichtet, unter ihren Schülern hätten sich Korinna und Pindar befunden; da in der antiken Literatur jedoch häufig auch zeitlich weit voneinander entfernte Personen miteinander in Verbindung gebracht werden, wird diese Nachricht als unglaubwürdig gewertet. Ebenso verhält es sich mit dem Hinweis bei Korinna, dass Myrtis Pindar in Agonen besiegt habe; nach Aelian sei dies sogar fünfmal der Fall gewesen.
Dass es sich um eine hoch angesehene Dichterin gehandelt hat, wird etwa durch den Bericht Tatians deutlich, der eine vom Bildhauer Boiskos geschaffene Statue der Myrtis erwähnt. Auch die Beurteilung des im 2. Jahrhundert v. Chr. lebenden Epigrammatikers Antipatros von Sidon, der sie unter die neun besten Dichterinnen Griechenlands einreiht, bezeugt ihre Bekanntheit.
Von ihrem Werk hat sich nichts erhalten. Bekannt ist lediglich der Inhalt eines Gedichts, das Plutarch in Prosaform umschreibt. In diesem wird der boiotische Lokalmythos um Eunostos behandelt.